# Думи (село)
Ду́ми — село в Україні, у Львівському районі Львівської області. Населення становить 152 особи. Орган місцевого самоврядування - Рава-Руська міська рада.

## Історія
До середини XIX ст. Думи входили до складу Липника, що був присілком села Кам'янки-Волоської.

## Населення

### Мова
Розподіл населення за рідною мовою за даними перепису 2001 року:
| Мова       | Кількість | Відсоток |
| ---------- | --------- | -------- |
| українська | 152       | 100%     |